# زادآوری در اسارت

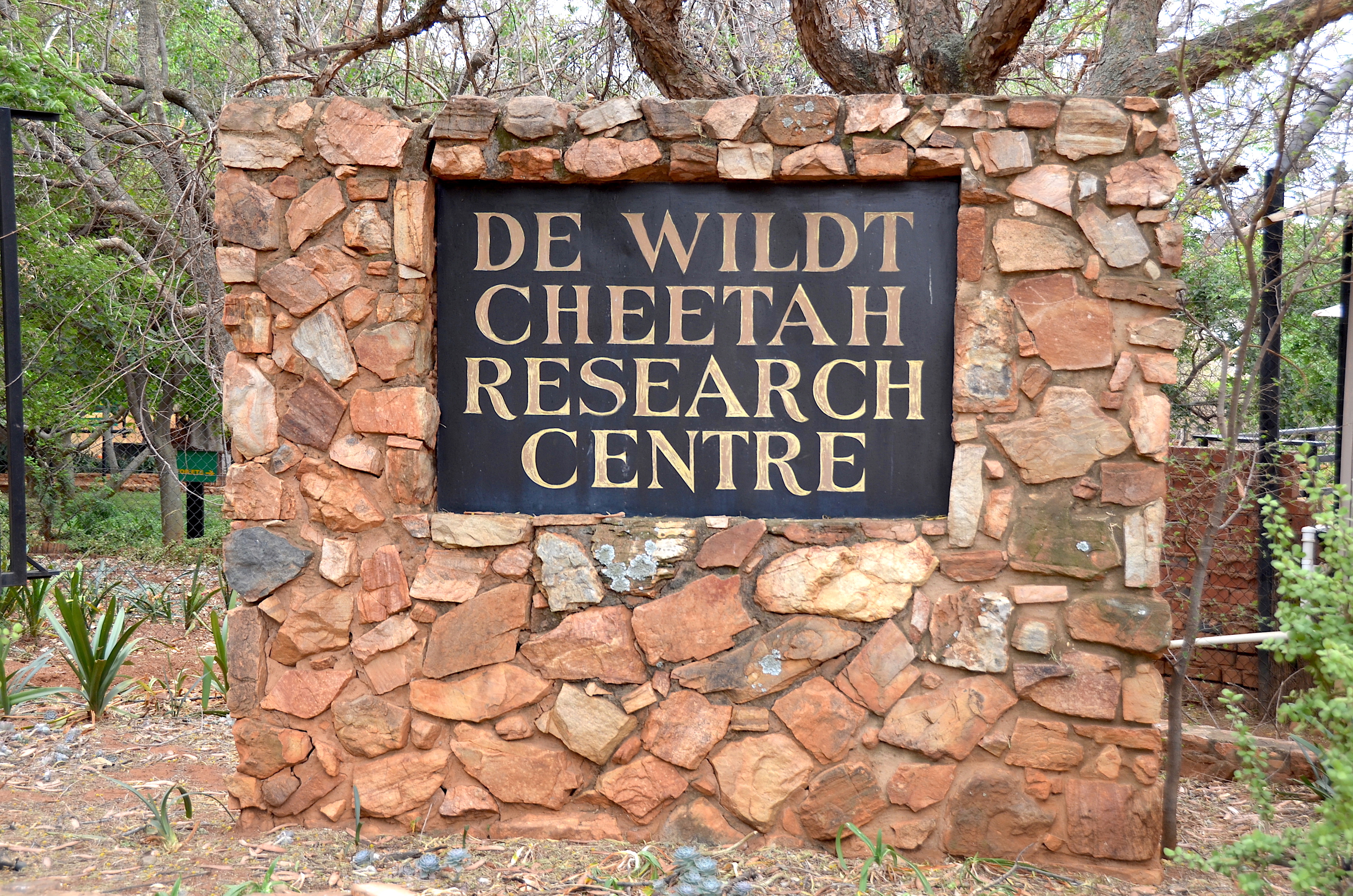
تابلوی ورودی یوزپلنگ De Wildt و مرکز حیات وحش در آفریقای جنوبی. برنامه‌های زادآوری نقش مهمی در حفظ و نگهداری یوزپلنگ و سگ وحشی آفریقایی دارند.

زادآوری در اسارت (به انگلیسی: Captive breeding) که با عنوان تکثیر در اسارت (captive propagation) نیز شناخته می‌شود، فرایند نگهداری گیاهان یا جانوران در محیط‌های کنترل‌شده، مانند ذخیره‌گاه حیات وحش، باغ‌وحش‌ها، باغ‌های گیاه‌شناسی و دیگر امکانات حفاظتی است. گاهی برای کمک به گونه‌هایی استفاده می‌شود که توسط اثر فعالیت‌های انسانی مانند تغییر اقلیم، نابودی زیستگاه، گسستگی زیستگاه، شکار یا ماهیگیری، آلودگی، شکارگری، بیماری و انگلی در معرض تهدید قرار می‌گیرند.
تکنیک‌های پرورش در اسارت با نخستین اهلی کردن جانورانی مانند بز و گیاهانی مانند گندم، حداقل ۱۰۰۰۰ سال پیش آغاز شد. این شیوه‌ها با ظهور نخستین باغ‌وحش‌ها، که به‌عنوان باغ‌وحش‌های سلطنتی مانند هیراکون‌پولیس، پایتخت دوران پیشاتاریخ مصر آغاز شد، گسترش یافت.

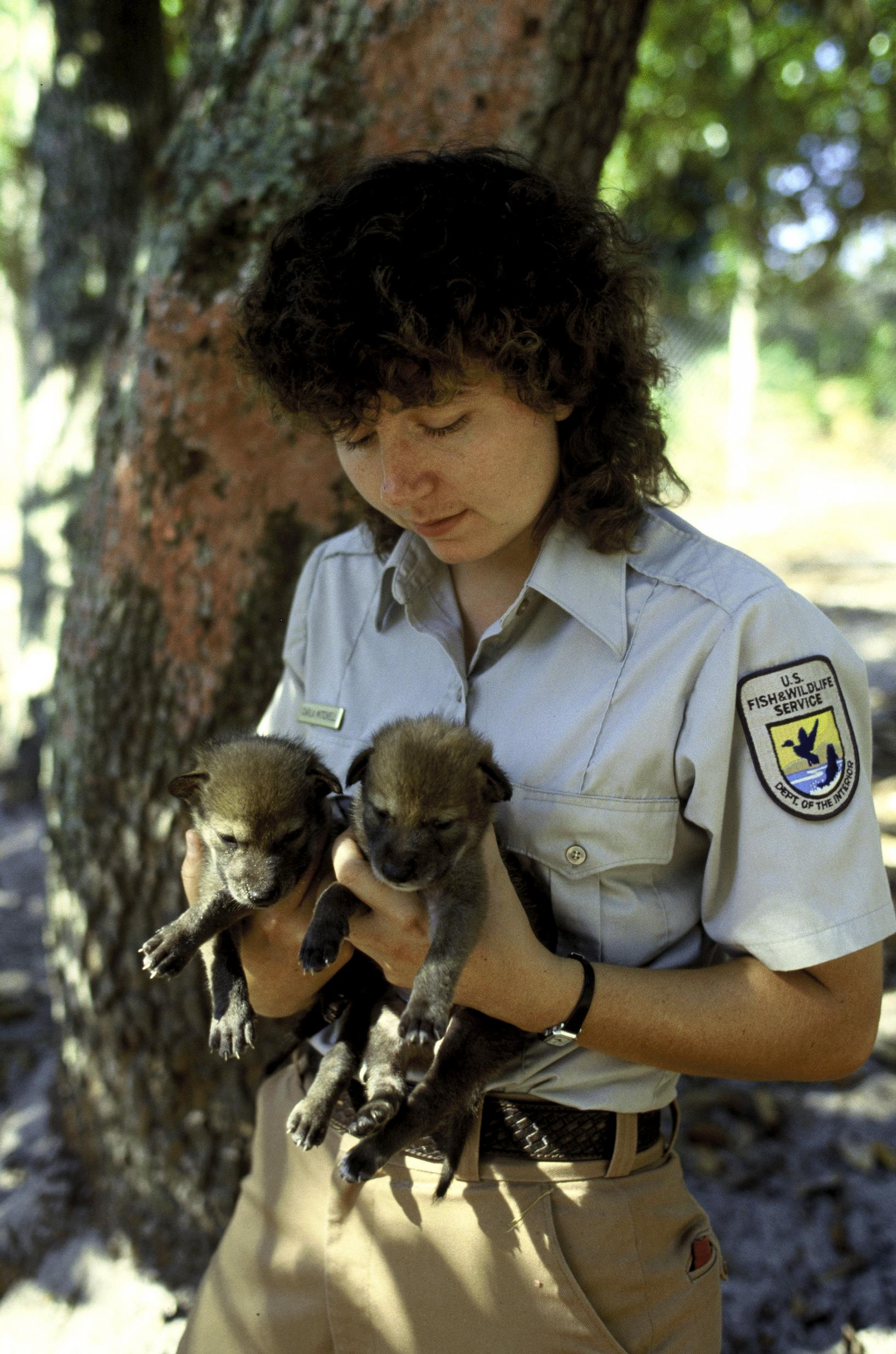
کارکنان خدمات شیلات و حیات وحش ایالات متحده با دو توله گرگ قرمز که در اسارت پرورش یافته‌اند.

برنامه‌های منطقه‌ای برای حفاظت از گونههای در معرض خطر وجود دارد:
- آمریکا: طرح بقای گونه‌ها (SSP) (انجمن باغ وحش‌ها و آکواریوم‌ها (AZA)، انجمن باغ وحش‌ها و آکواریوم‌های کانادا (CAZA)
- اروپا: برنامه گونه‌های در معرض خطر اروپا (EEP) (انجمن اروپایی باغ وحش‌ها و آکواریوم EAZA)
- استرالیا: برنامه مدیریت گونه‌های استرالیا ASMP (انجمن باغ وحش و آکواریوم ZAA)
- آفریقا: برنامه حفاظت آفریقا (انجمن آفریقایی باغ‌های جانورشناسی و آکواریوم PAAZAB)
- ژاپن: فعالیت‌های حفاظتی انجمن باغ وحش‌ها و آکواریوم‌های ژاپن (JAZA)
- جنوب آسیا: فعالیت‌های حفاظتی انجمن باغ وحش جنوب آسیا برای همکاری منطقه‌ای SAZARC
- جنوب شرق آسیا: فعالیت‌های حفاظتی انجمن باغ وحش‌های جنوب شرق آسیا (SEAZA)

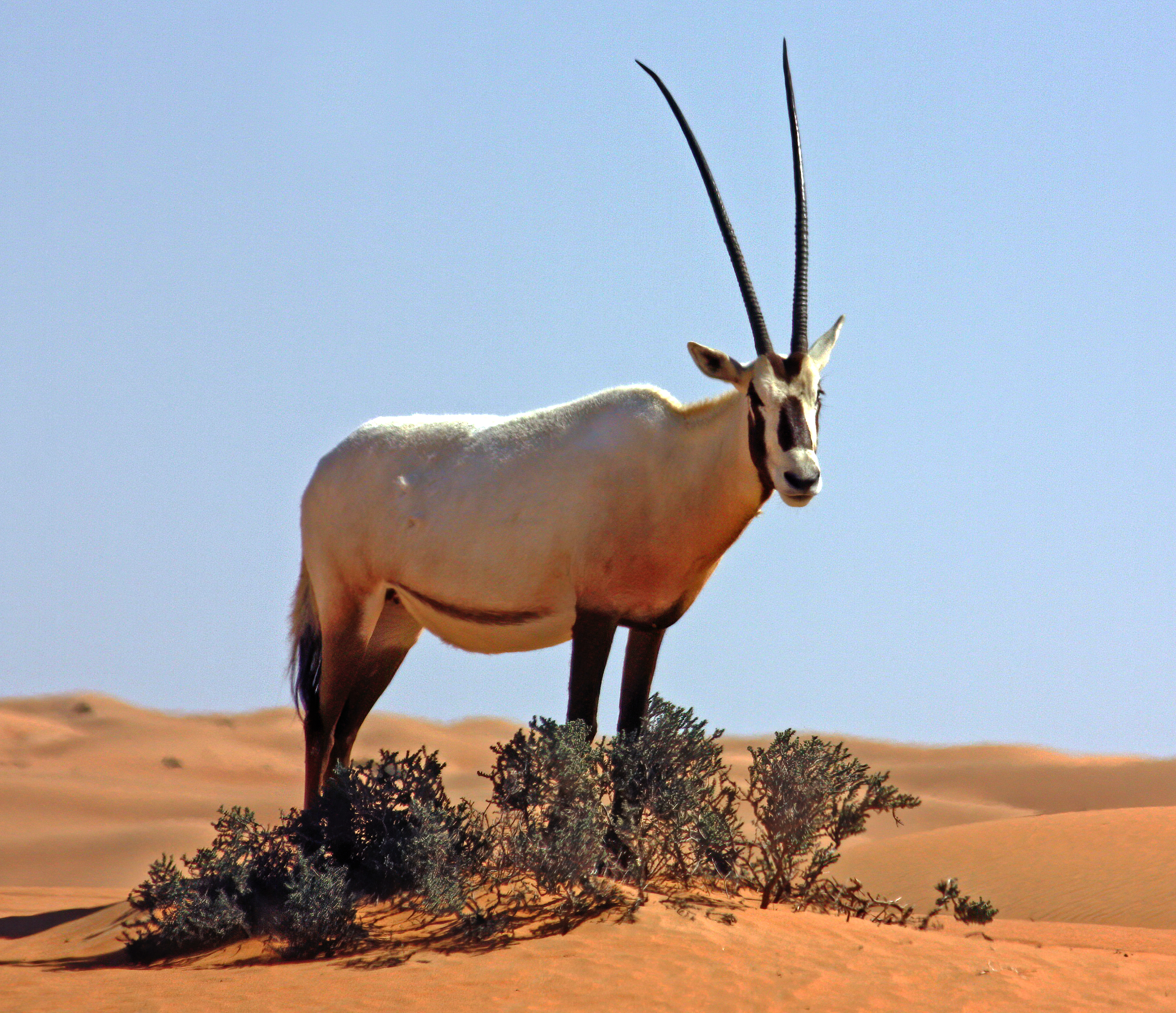
اُریکس عربی یکی از نخستین جانورانی است که از طریق برنامه پرورش در اسارت دوباره معرفی شده است.